# Tobes y Rahedo
Tobes y Rahedo es la denominación de un antiguo municipio (código INE-09383), corresponde tanto a una localidad como a una Entidad Local Menor, en Castilla la Vieja, hoy comunidad autónoma de Castilla y León, provincia de Burgos (España). Está situada en la comarca de Alfoz de Burgos y en la actualidad depende del Ayuntamiento de Valle de las Navas.

## Demografía
| Gráfica de evolución demográfica de Tobes y Rahedo entre 1842 y 1970 |
| |
| Población de derecho según los censos de población del INE. Población de hecho según los censos de población del INE.En estos censos se denominaba Tobes y Raedo: 1842 y 1860. En estos censos se denominaba Toves y Rahedo: 1857, 1877 y 1887. Entre el censo de 1857 y el anterior, crece el término del municipio porque incorpora a Melgosa. Entre el censo de 1981 y el anterior, este municipio desaparece porque se agrupa en el municipio Valle de las Navas. |

## Hidrografía
El manantial que nace a 2 km del pueblo a los pies de un monte, en un lugar que recibe el nombre de Fuente Monte fue canalizado en la década de 2010 para llevar parte de su caudal como agua potable al pueblo de Tobes y Rahedo. Hay otros manantiales que incrementan su caudal como la Fuente del Mono, que nace dentro del pueblo; y a los pies del mismo salen otros manantiales que se juntan con el riachuelo de La Pedrera y con otro que viene del oeste. Todos ellos se juntan a 2 km del pueblo para formar un solo cauce que pasa por Melgosa de Burgos para desembocar en Arconada en el río Homino, afluente del río Oca, y este a su vez del Ebro.

## Parroquia
- Iglesia de San Miguel.

En honor a San Miguel, Románica-Gótica-Barroca siglos XI-XVII.